# Civis – Giải Truyền thông châu Âu về Hội nhập
Civis – Giải Truyền thông châu Âu về Hội nhập (trước đây gọi là Giải Truyền thông CIVIS về Hội nhập và Đa dạng Văn hóa ở châu Âu, viết tắt là Giải thưởng Truyền thông CIVIS),  thuộc trách nhiệm của Đài Phát thanh và Truyền hình Tây Đức và Quỹ Freudenberg, được thành lập vào năm 1987 bởi Cao ủy Chính phủ Liên bang về Các vấn đề Người ngoại quốc cùng với đài truyền hình công cộng ARD. Quỹ Truyền thông phi lợi nhận Civis  chịu trách nhiệm tổ chức và thực hiện Giải thưởng Truyền thông CIVIS.

## Cơ quan tổ chức
Giải thưởng Truyền thông CIVIS châu Âu được công bố bởi Liên đoàn các cơ quan Phát thanh và Truyền hình các bang thuộc đài truyền hình ARD tại Đức, đại diện là Đài Phát thanh và Truyền hình Tây Đức (Westdeutscher Rundfunk (WDR)), cùng với Quỹ Freudenberg. Đài Phát thanh và Truyền hình Công cộng Áo, Đài Phát thanh và Truyền hình Thụy Sĩ (SRG SSR), Đài Phát thanh của Cộng hòa Liên bang Đức ở nước ngoài Deutsche Welle, Đài Phát thanh và Truyền hình Công cộng Slovenia RTV Slovenija, Đài Phát thanh Đức Deutschlandradio, kênh văn hóa Pháp-Đức ARTE, các kênh truyền hình 3sat, Phoenix và Liên minh truyền thông châu Âu (EBU) là các đối tác truyền thông. Cao ủy Chính phủ Liên bang về Di cư, Người tị nạn và Hội nhập, Cơ quan Liên minh Châu Âu về Quyền Cơ bản, Nhóm truyền thông WDR, Hiệp hội thu tiền cho các nhà sản xuất phim và truyền hình và Liên minh các Nhà sản xuất - Phim & Truyền hình Đức là các đối tác hợp tác. Nghị viện châu Âu là cơ quan bảo trợ.
Quỹ Truyền thông Civis phi lợi nhuận đảm nhận việc tổ chức và thực hiện giải thưởng này với mục đích cảm hóa các nhà làm chương trình trên các đài phát thanh và truyền hình về chủ đề hội nhập và đa dạng văn hóa, đồng thời thúc đẩy việc xử sự sáng tạo và chuyên nghiệp đối với sự phát triển xã hội nhập cư ở châu Âu. Mục đích là để đóng góp vào sự thông hiểu giữa các nền văn hóa và hội nhập châu Âu thông qua các hoạt động của các phương tiện truyền thông điện tử.
Chủ tịch ủy ban quản trị của Quỹ Truyền thông CIVIS là giám đốc Đài Phát thanh và Truyền hình Tây Đức Westdeutscher Rundfunk (WDR), Tom Buhrow. Các thành viên của Ban Quản trị hoạt động trong xã hội dân sự đại diện cho mối quan tâm của quỹ để được quyền chúng biết tới rộng rãi. Chủ tịch của ban cố vấn chương trình CIVIS là Jona Teichmann, người đứng đầu bộ phận chương trình phát thanh khu vực (WDR).

## Cuộc thi
Giải thưởng Truyền thông CIVIS được trao như một giải thưởng truyền hình châu Âu và một giải thưởng phát thanh cho các chương trình bằng tiếng Đức ở Liên minh châu Âu và Thụy Sĩ. Ngoài ra còn có các giải thưởng CIVIS khác. Được bổ sung kể từ năm 2004 là Giải Truyền thông cho giới trẻ CIVIS, giải thưởng tài trợ dành cho các nhà báo trẻ cũng như sinh viên và sinh viên tốt nghiệp các trường điện ảnh và truyền thông không quá 32 tuổi. Giải thưởng Truyền thông CIVIS và Giải thưởng Truyền thông cho giới trẻ CIVIS có tiền thưởng tổng cộng là 27 ngàn Euro. Giải thưởng Trực tuyến CIVIS được trao từ năm 2010. Giải thưởng được trao cho các bài báo trên Internet về chủ đề hội nhập và đa dạng văn hóa, được dựa trên các đồ họa và đa phương tiện phù hợp với truyền thông mạng. Giải thưởng Trực tuyến CIVIS cũng có tiền thưởng. Các giải thưởng tiếp theo là Giải thưởng Truyền hình CIVIS cho các đóng góp cho tạp chí và Giải thưởng Điện ảnh CIVIS.
Năm 2005 và 2006 còn có thêm Giải thưởng truyền hình Roma của châu Âu. Năm 2008, lần đầu tiên Giải thưởng Truyền thông CIVIS về Hội nhập và Đa dạng Văn hóa đã trao Giải thưởng Kinh tế CIVIS cho các phóng sự phát thanh và truyền hình về sự hòa nhập của người nhập cư vào các cơ sở kinh doanh và công việc hàng ngày của họ.
Tất cả các đóng góp đáp ứng các điều kiện tham gia và nộp trong thời hạn được Quỹ Truyền thông  CIVIS công bố sẽ được tham dự cuộc thi cho Giải thưởng Truyền thông CIVIS.
Giải thưởng Truyền thông CIVIS châu Âu và Giải thưởng Truyền thông CIVIS cho giới trẻ được trao mỗi năm vào tháng 5. Lễ trao giải sẽ được truyền hình và phát thanh.

## Những người đoạt giải

### Năm 2021
Hai nhà báo trẻ tuổi người Việt ở Đức, cô Vanessa Vũ và cô Trần Minh Thu, được giải CIVIS AUDIO AWARD Podcast cũng như giải thưởng CIVIS TOP AWARD 2021, có giá trị 15.000€. Podcast nói về một biến cố kỳ thị chủng tộc  "Khi khủng bố cánh hữu bùng phát trở lại"  („Als der rechte Terror wieder aufflammte") xảy ra ở Hamburg (Bắc Đức) vào tháng 8 năm 1980. Một nhóm cực hữu Đức đã tấn công, đốt phá một chung cư người Việt thuyền nhân tỵ nạn khiến 2 thanh niên, Nguyễn Ngọc Châu (22) và Đỗ Anh Lân (18) thiệt mạng.
- Giải thưởng Video của CIVIS:[4]
  - Thông tin: ProSieben Special. Rechts. Deutsch. Radikal. Anja Buwert, Thilo Mischke
  - Giải trí: Phim Heren, Stefanie Kremser
  - Dạng phương tiện truyền thông xã hội: Darf ich dir in die Haare fassen? - Alltagsrassismus in Deutschland, (Tôi có thể rờ tóc bạn được không? - Phân biệt chủng tộc hàng ngày ở Đức), Michel Abdollahi, Miriam Anna Hochhard, Janina Kalle, Daphne Ivana Sagner, Jan-Nicholas Vogt, Robert Weitkamp
- Giải thưởng phát thanh CIVIS:
  - Các chương trình ngắn: Der Morgen: Uns bleiben nur die Worte (Buổi sáng: Chúng tôi chỉ còn có lời nói), Sabine Wachs
  - Các chương trình dài: Hörbilder: Willkommen in Weikendorf (Hình ảnh âm thanh): Chào mừng đến với Weikendorf, Claudia Gschweitl
  - Podcast: Rice and Shine Hamburg 1980: Als der rechte Terror wieder aufflammte (khi khủng bố cánh hữu bùng phát trở lại,) Minh Thu Tran, Vanessa Vu
- Giải Young CIVIS .: Seepferdchen, Nele Dehnenkamp
- Giải thưởng điện ảnh CIVIS: Futur Drei, Faraz Shariat, Paulina Lorenz
- Giải thưởng hàng đầu của CIVIS: Rice and Shine Hamburg 1980: Khi khủng bố cánh hữu bùng phát trở lại, Minh Thu Tran, Vanessa Vu